# Dancing with the Stars
Dancing with the Stars ist eine US-amerikanische Tanz-Castingshow des Senders ABC. Sie ist die US-amerikanische Version der britischen Fernsehsendung Strictly Come Dancing, die seit 2004 von BBC One ausgestrahlt wird. Moderiert wurde die Sendung bis Staffel 28 von Emmypreisträger Tom Bergeron, der ab der 18. Staffel von Erin Andrews als Co-Moderatorin unterstützt wurde. Ab Staffel 29 werden die beiden von Tyra Banks ersetzt. Die Juroren seit der ersten Ausgabe sind Carrie Ann Inaba, Len Goodman und Bruno Tonioli. Staffel 31 wird erstmals nur auf Disney+ verfügbar sein.
Die erste Staffel begann am 1. Juni und endete am 6. Juli 2005. Seitdem wurden fast immer zwei Staffeln pro Jahr ausgestrahlt, eine von März bis Mai und eine von September bis November. Bisher (Stand: November 2019) wurden insgesamt 28 Staffeln mit 443 Ausgaben komplett gezeigt.

## Konzept
In der Sendung werden aus Prominenten und Profitänzern Paare gebildet. Sie treten dann jede Woche in einer Liveshow gegen die anderen Paare an, um die Zuschauer und eine Jury von sich zu überzeugen, damit sie nicht herausgewählt werden. Ob jemand in der nächsten Sendung noch dabei ist, wird durch zwei Abstimmverfahren bestimmt. Zum einen gibt die aus drei Mitgliedern bestehende Jury nach dem Tanz Punkte ab, während die Zuschauer per Telefon, über die Website ABC.com und über die Facebook-Seite der Sendung über ihre Favoriten abstimmen können.
In den ersten beiden Staffeln zählte einzig die Gesamtrangliste aus den Punkten der Jury und der Zuschauer, während seit der dritten Staffel auch die einzelnen Ergebnisse relevant sind. Jedes der drei Jurymitglieder gibt Punkte zwischen 1 und 10, sodass jedes Paar zwischen 3 und 30 Punkte erhalten kann. Die 15. Staffel bildet zu dieser Regelung eine Ausnahme, da die Jury dort zwischen 0,5 und 10 Punkten vergab. Aus diesen Punkten wird zunächst eine Rangliste erstellt und der prozentuale Anteil der Punkte von allen abgegebenen Punkten ermittelt. Das gleiche Verfahren wird bei den Abstimmungen der Zuschauer angewendet und diese beiden Prozentsätze dann zusammenaddiert. Die beiden Paare mit dem niedrigsten Gesamtprozentanteil werden einen Tag später in einer Ergebnisshow genannt und das Paar mit den wenigsten Punkten muss die Sendung verlassen.
Die Anzahl der Teilnehmer lag in der ersten Staffel bei 6 und in der zweiten Staffel bei 10 Paaren. Seitdem schwankt die Anzahl zwischen 10 (Staffel 26) und 16 (Staffel 9). An der zuletzt gezeigten Staffel nahmen 13 Paare teil.

## Jury und Moderation
In der Jury sitzen seit der ersten Staffel Len Goodman, Carrie Ann Inaba und Bruno Tonioli. Goodman nahm sich für die 21. Staffel eine Auszeit, kehrte aber zur nächsten Staffel wieder dauerhaft zurück. Für die 200. Episode in der elften Staffel fungierten zahlreiche ältere Teilnehmer als Juroren, darunter Drew Lachey, Emmitt Smith, Hélio Castroneves, Melanie B, Gilles Marini und Kelly Osbourne. Zwischenzeitlich waren auch Michael Flatley, Baz Luhrmann, Donnie Burns und Paula Abdul Teil der Jury; als viertes Mitglied oder als kurzer Ersatz für einen der drei Hauptjuroren. Von der 19. bis zur 21. sowie in der 23. und 24. Staffel wurde mit der zweifachen Gewinnerin Julianne Hough ein viertes festes Jurymitglied hinzugefügt.
Von Show-Start bis Staffel 28 war Tom Bergeron Moderator der Show. In der ersten Staffel wurde er dabei von Lisa Canning, sowie von Staffel zwei bis neun von Samantha Harris unterstützt. Harris wurde während der fünften Staffel für drei Wochen durch Drew Lachey ersetzt, da sie sich im Mutterschaftsurlaub befand. Von Staffel 10 bis 17 übernahm Brooke Burke Charvet die Co-Moderation. Ab der 18. Staffel wurde Bergeron von Erin Andrews unterstützt. Am 14. Juli 2020 wurde bekannt, dass der Sender ABC die Show zukünftig ohne Bergeron und Andrews produzieren wird. Seit Staffel 29 wurde Derek Hough als viertes Jurymitglied eingesetzt. Am 15. Juli 2020 wurde Tyra Banks als neue Moderatorin vorgestellt. Alfonso Ribeiro moderiert seit Staffel 31 an ihrer Seite.
Nach der 31. Staffel trat Len Goodman dauerhaft von seiner Position in der Jury zurück. Wenige Monate später verstarb Goodman.
Nach drei Staffeln trat Tyra Banks als Moderatorin zurück; Alfonso Ribeiro moderiert seitdem zusammen mit Julianne Hough.

## Teilnehmer
In den 28 bisherigen Staffeln nahmen 315 verschiedene Prominente und 51 verschiedene Profitänzer teil.
Zu den Prominenten gehören „Schauspieler, Sänger, Comedians, Musiker, Unternehmer, Sportler, Reality-TV-Teilnehmer und andere irgendwie bekannte Persönlichkeiten“. Die bisher jüngste Teilnehmerin ist Willow Shields mit damals 14 Jahren, die an der 20. Staffel teilnahm. Mit 82 Jahren war die Schauspielerin Cloris Leachman in der siebten Staffel die älteste Teilnehmerin. Der älteste Gewinner war der damals 51-jährige Sänger Donny Osmond, der die neunte Staffel gewann. Die Schauspielerin Jennifer Grey gewann als damals 50-Jährige die elfte Staffel und ist damit die älteste Gewinnerin. Mit 16 Jahren ist die Turnerin Laurie Hernandez als Siegerin der 23. Staffel die jüngste Gewinnerin. Der Sieger der 25. Staffel, der Sänger Jordan Fisher, ist mit 23 Jahren der jüngste Gewinner.
Tony Dovolani und Cheryl Burke sind mit ihren jeweils 21 Teilnahmen die am häufigsten teilnehmenden Profitänzer. Zu den Profitänzern mit den meisten Gewinnen gehören Derek Hough (sechs Mal), Mark Ballas, Cheryl Burke, Julianne Hough, Kym Johnson, Peta Murgatroyd und Valentin Chmerkovskiy (je zwei Mal).

## Überblick über alle Staffeln
| Staffel | Ausgaben   | Paare | Ausstrahlung   | Ausstrahlung  | Platzierungen                            | Platzierungen                       | Platzierungen                        |
| ------- | ---------- | ----- | -------------- | ------------- | ---------------------------------------- | ----------------------------------- | ------------------------------------ |
| Staffel | Ausgaben   | Paare | Premiere       | Finale        | Erste                                    | Zweite                              | Dritte                               |
| 1       | 6          | 6     | 1. Juni 2005   | 6. Juli 2005  | Kelly Monaco & Alec Mazo                 | John O’Hurley & Charlotte Jørgensen | Joey McIntyre & Ashly DelGrosso      |
| 1       | 2 Specials | 6     | 20. Sep. 2005  | 22. Sep. 2005 | Kelly Monaco & Alec Mazo                 | John O’Hurley & Charlotte Jørgensen | Joey McIntyre & Ashly DelGrosso      |
| 2       | 16         | 10    | 5. Jan. 2006   | 24. Feb. 2006 | Drew Lachey & Cheryl Burke               | Jerry Rice & Anna Trebunskaya       | Stacy Keibler & Tony Dovolani        |
| 3       | 20         | 11    | 12. Sep. 2006  | 15. Nov. 2006 | Emmitt Smith & Cheryl Burke              | Mario Lopez & Karina Smirnoff       | Joey Lawrence & Edyta Śliwińska      |
| 4       | 19         | 11    | 19. Mär. 2007  | 22. Mai 2007  | Apolo Anton Ohno & Julianne Hough        | Joey Fatone & Kym Johnson           | Laila Ali & Maksim Chmerkovskiy      |
| 5       | 21         | 12    | 24. Sep. 2007  | 27. Nov. 2007 | Hélio Castroneves & Julianne Hough       | Melanie B & Maksim Chmerkovskiy     | Marie Osmond & Jonathan Roberts      |
| 6       | 20         | 12    | 17. Mär. 2008  | 20. Mai 2008  | Kristi Yamaguchi & Mark Ballas           | Jason Taylor & Edyta Śliwińska      | Cristián de la Fuente & Cheryl Burke |
| 7       | 21         | 13    | 22. Sep. 2008  | 25. Nov. 2008 | Brooke Burke & Derek Hough               | Warren Sapp & Kym Johnson           | Lance Bass & Lacey Schwimmer         |
| 8       | 21         | 13    | 9. Mär. 2009   | 19. Mai 2009  | Shawn Johnson & Mark Ballas              | Gilles Marini & Cheryl Burke        | Melissa Rycroft & Tony Dovolani      |
| 9       | 21         | 16    | 21. Sep. 2009  | 24. Nov. 2009 | Donny Osmond & Kym Johnson               | Mýa & Dmitry Chaplin                | Kelly Osbourne & Louis van Amstel    |
| 10      | 19         | 11    | 22. Mär. 2010  | 25. Mai 2010  | Nicole Scherzinger & Derek Hough         | Evan Lysacek & Anna Trebunskaya     | Erin Andrews & Maksim Chmerkovskiy   |
| Staffel | Ausgaben   | Paare | Premiere       | Finale        | Erste                                    | Zweite                              | Dritte                               |
| 11      | 20         | 12    | 20. Sep. 2010  | 23. Nov. 2010 | Jennifer Grey & Derek Hough              | Kyle Massey & Lacey Schwimmer       | Bristol Palin & Mark Ballas          |
| 12      | 19         | 11    | 21. Mär. 2011  | 24. Mai 2011  | Hines Ward & Kym Johnson                 | Kirstie Alley & Maksim Chmerkovskiy | Chelsea Kane & Mark Ballas           |
| 13      | 20         | 12    | 19. Sep. 2011  | 22. Nov. 2011 | J. R. Martinez & Karina Smirnoff         | Rob Kardashian & Cheryl Burke       | Ricki Lake & Derek Hough             |
| 14      | 19         | 12    | 19. Mär. 2012  | 22. Mai 2012  | Donald Driver & Peta Murgatroyd          | Katherine Jenkins & Mark Ballas     | William Levy & Cheryl Burke          |
| 15      | 19         | 13    | 24. Sep. 2012  | 27. Nov. 2012 | Melissa Rycroft & Tony Dovolani          | Shawn Johnson & Derek Hough         | Kelly Monaco & Val Chmerkovskiy      |
| 16      | 19         | 12    | 18. Mär. 2013  | 21. Mai 2013  | Kellie Pickler & Derek Hough             | Zendaya & Val Chmerkovskiy          | Jacoby Jones & Karina Smirnoff       |
| 17      | 12         | 12    | 16. Sep. 2013  | 26. Nov. 2013 | Amber Riley & Derek Hough                | Corbin Bleu & Karina Smirnoff       | Jack Osbourne & Cheryl Burke         |
| 18      | 11         | 12    | 17. Mär. 2014  | 20. Mai 2014  | Meryl Davis & Maksim Chmerkovskiy        | Amy Purdy & Derek Hough             | Candace Cameron Bure & Mark Ballas   |
| 19      | 14         | 13    | 15. Sep. 2014  | 25. Nov. 2014 | Alfonso Ribeiro & Witney Carson          | Sadie Robertson & Mark Ballas       | Janel Parrish & Val Chmerkovskiy     |
| 20      | 14         | 12    | 16. Mär. 2015  | 15. Mai 2015  | Rumer Willis & Valentin Chmerkovskiy     | Riker Lynch & Allison Holker        | Noah Galloway & Sharna Burgess       |
| Staffel | Ausgaben   | Paare | Premiere       | Finale        | Erste                                    | Zweite                              | Dritte                               |
| 21      | 14         | 12    | 14. Sep. 2015  | 24. Nov. 2015 | Bindi Irwin & Derek Hough                | Nick Carter & Sharna Burgess        | Alek Skarlatos & Lindsay Arnold      |
| 22      | 11         | 12    | 21. März 2016  | 24. Mai 2016  | Nyle DiMarco & Peta Murgatroyd           | Paige VanZant & Mark Ballas         | Ginger Zee & Valentin Chmerkovskiy   |
| 23      | 15         | 13    | 12. Sep. 2016  | 22. Nov. 2016 | Laurie Hernandez & Valentin Chmerkovskiy | James Hinchcliffe & Sharna Burgess  | Calvin Johnson & Lindsay Arnold      |
| 24      | 11         | 12    | 20. Mär. 2017  | 23. Mai 2017  | Rashad Jennings & Emma Slater            | David Ross & Lindsay Arnold         | Normani & Valentin Chmerkovskiy      |
| 25      | 12         | 13    | 18. Sep. 2017  | 21. Nov. 2017 | Jordan Fisher & Lindsay Arnold           | Lindsey Stirling & Mark Ballas      | Frankie Muniz & Witney Carson        |
| 26      | 04         | 10    | 30. Apr. 2018  | 21. Mai 2018  | Adam Rippon & Jenna Johnson              | Josh Norman & Sharna Burgess        | Tonya Harding & Sasha Farber         |
| 27      | 11         | 13    | 24. Sep. 2018  | 19. Nov. 2018 | Bobby Bones & Sharna Burgess             | Milo Manheim & Witney Carson        | Evanna Lynch & Keo Motsepe           |
| 28      | 11         | 12    | 16. Sep. 2019  | 25. Nov. 2019 | Hannah Brown & Alan Bersten              | Kel Mitchell & Witney Carson        | Ally Brooke & Sasha Farber           |
| 29      | 11         | 15    | 14. Sep. 2020  | 23. Nov. 2020 | Kaitlyn Bristowe & Artem Chigvintsev     | Nev Schulman & Jenna Johnson        | Nelly & Daniella Karagach            |
| 30      | 11         | 15    | 20. Sep. 2021  | 22. Nov. 2021 | Iman Shumpert & Daniella Karagach        | JoJo Siwa & Jenna Johnson           | Cody Rigsby & Cheryl Burke           |
| Staffel | Ausgaben   | Paare | Premiere       | Finale        | Erste                                    | Zweite                              | Dritte                               |
| 31      | 11         | 16    | 19. Sep. 2022  | 21. Nov. 2022 | Charli D’Amelio & Mark Ballas            | Gabby Windey & Val Chmerkovskiy     | Wayne Brady & Witney Carson          |
| 32      | 11         | 14    | 26. Sep. 2023  | 5. Dez. 2023  | Xochitl Gomez & Val Chmerkovskiy         | Jason Mraz & Daniella Karagach      | Ariana Madix & Pasha Pashkov         |
| 33      | 10         | 13    | 17. Sept. 2024 | 26. Nov. 2024 | Joey Graziadei & Jenna Johnson           | Ilona Maher & Alan Bersten          | Chandler Kinney & Brandon Armstrong  |

## Auszeichnungen und Nominierungen (Auswahl)
Insgesamt wurde die Sendung bisher (Stand: Juli 2013) mindestens 103-mal für einen Preis nominiert und 19-mal prämiert.
Jedes Jahr wurde die Sendung mindestens fünfmal für einen Primetime Emmy Award nominiert und außer 2007 mindestens einmal prämiert. Insgesamt stehen 57 Emmy-Nominierungen 10 Prämierungen gegenüber. Seit 2006 ist die Sendung jedes Jahr in der wichtigsten Kategorie Reality-TV-Sendung nominiert, konnte davon aber keinen gewinnen. Der Moderator Tom Bergeron konnte 2012 als bester Gastgeber den Award gewinnen, nachdem er bereits seit 2008 nominiert war. Weitere Auszeichnungen erhielt die Sendung für das beste Kostüm (2006), das beste Make-up (2008, 2012), das beste Hairstyling (2009–2011) und in der Kategorie Technische Leitung, Kameraarbeit, Video für eine Serie (2006, 2008, 2010).
Im Rahmen der Teen Choice Awards wurde Dancing with the Stars von 2005 bis zuletzt 2013 insgesamt 14-mal nominiert und einmal prämiert. Bei den People’s Choice Awards erhielt die Sendung zwischen 2008 und 2013 fünf Nennungen, wovon zwei Awards gewonnen werden konnten. Bei den 2011 neu eingeführten Critics’ Choice Television Awards wurde die Sendung bisher viermal nominiert und zweimal prämiert. Beide Auszeichnungen gingen an Tom Bergeron als bester Moderator (2012, 2013).
Die folgende Auflistung ist eine Auswahl:
Emmys
- 2006: Nominierung in der Kategorie Reality-TV-Sendung für Dancing with the Stars
- 2006: Nominierung in der Kategorie Choreographie für Dancing with the Stars
- 2006: Auszeichnung in der Kategorie Technische Leitung, Kameraarbeit, Video für eine Serie für Dancing with the Stars
- 2006: Auszeichnung in der Kategorie Kostüme für eine Serie für Dancing with the Stars
- 2007: Nominierung in der Kategorie Reality-TV-Wettbewerb für Dancing with the Stars
- 2007: Nominierung in der Kategorie Choreographie für Dancing with the Stars
- 2007: Nominierung in der Kategorie Technische Leitung, Kameraarbeit, Video für eine Serie für Dancing with the Stars
- 2007: Nominierung in der Kategorie Beleuchtung für eine Varieté-, Musik- oder Comedysendung für Dancing with the Stars
- 2008: Nominierung in der Kategorie Reality-TV-Wettbewerb für Dancing with the Stars
- 2008: Nominierung in der Kategorie Choreographie für Dancing with the Stars
- 2008: Nominierung in der Kategorie Gastgeber einer Reality-TV-Sendung für Tom Bergeron
- 2008: Auszeichnung in der Kategorie Technische Leitung, Kameraarbeit, Video für eine Serie für Dancing with the Stars
- 2008: Auszeichnung in der Kategorie Make-up für eine Serie (nicht prothetisch) für Dancing with the Stars
- 2008: Nominierung in der Kategorie Beleuchtung für eine Varieté-, Musik- oder Comedysendung für Dancing with the Stars
- 2009: Nominierung in der Kategorie Reality-TV-Wettbewerb für Dancing with the Stars
- 2009: Nominierung in der Kategorie Choreographie für Dancing with the Stars
- 2009: Nominierung in der Kategorie Gastgeber einer Reality-TV-Sendung für Tom Bergeron
- 2009: Nominierung in der Kategorie Technische Leitung, Kameraarbeit, Video für eine Serie für Dancing with the Stars
- 2009: Auszeichnung in der Kategorie Hairstyling für eine Serie für Dancing with the Stars
- 2009: Nominierung in der Kategorie Beleuchtung für eine Varieté-, Musik- oder Comedysendung für Dancing with the Stars
- 2010: Nominierung in der Kategorie Reality-TV-Wettbewerb für Dancing with the Stars
- 2010: Nominierung in der Kategorie Choreographie für Dancing with the Stars
- 2010: Nominierung in der Kategorie Gastgeber einer Reality-TV-Sendung für Tom Bergeron
- 2010: Auszeichnung in der Kategorie Technische Leitung, Kameraarbeit, Video für eine Serie für Dancing with the Stars
- 2010: Auszeichnung in der Kategorie Hairstyling für eine Serie für Dancing with the Stars
- 2010: Nominierung in der Kategorie Beleuchtung für eine Varieté-, Musik- oder Comedysendung für Dancing with the Stars
- 2011: Nominierung in der Kategorie Reality-TV-Wettbewerb für Dancing with the Stars
- 2011: Nominierung in der Kategorie Choreographie für Dancing with the Stars
- 2011: Nominierung in der Kategorie Gastgeber einer Reality-TV-Sendung für Tom Bergeron
- 2011: Nominierung in der Kategorie Technische Leitung, Kameraarbeit, Video für eine Serie für Dancing with the Stars
- 2011: Auszeichnung in der Kategorie Hairstyling für eine Serie für Dancing with the Stars
- 2011: Nominierung in der Kategorie Beleuchtung für eine Varieté-, Musik- oder Comedysendung für Dancing with the Stars
- 2012: Nominierung in der Kategorie Reality-TV-Wettbewerb für Dancing with the Stars
- 2012: Nominierung in der Kategorie Choreographie für Dancing with the Stars
- 2012: Auszeichnung in der Kategorie Gastgeber einer Reality-TV-Sendung für Tom Bergeron
- 2012: Nominierung in der Kategorie Technische Leitung, Kameraarbeit, Video für eine Serie für Dancing with the Stars
- 2012: Auszeichnung in der Kategorie Make-up für eine Serie (nicht prothetisch) für Dancing with the Stars
- 2012: Nominierung in der Kategorie Beleuchtung für eine Varieté-, Musik- oder Comedysendung für Dancing with the Stars

People’s Choice Awards
- 2008: Auszeichnung in der Kategorie Favorite Competition/Reality Show für Dancing with the Stars
- 2009: Auszeichnung in der Kategorie Favorite Competition/Reality Show für Dancing with the Stars
- 2011: Nominierung in der Kategorie Favorite Competition Show für Dancing with the Stars
- 2012: Nominierung in der Kategorie Favorite Competition Show für Dancing with the Stars
- 2013: Nominierung in der Kategorie Favorite Competition Show für Dancing with the Stars

Teen Choice Awards
- 2005: Nominierung in der Kategorie Choice Summer Series für Dancing with the Stars
- 2006: Auszeichnung in der Kategorie TV – Choice Reality Star (Männlich) für Drew Lachey
- 2006: Nominierung in der Kategorie TV – Choice Reality Star (Weiblich) für Stacy Keibler
- 2007: Nominierung in der Kategorie Choice TV: Personality für Bruno Tonioli
- 2007: Nominierung in der Kategorie Choice TV: Male Reality/Variety Star für Apolo Anton Ohno
- 2007: Nominierung in der Kategorie Choice TV: Reality/Variety Show für Dancing with the Stars
- 2008: Nominierung in der Kategorie Choice TV Reality Dance für Dancing with the Stars
- 2008: Nominierung in der Kategorie Choice TV Female Reality/Variety Star für Kristi Yamaguchi
- 2009: Nominierung in der Kategorie Choice TV Reality Dance für Dancing with the Stars
- 2009: Nominierung in der Kategorie Choice TV Female Reality/Variety Star für Kristi Yamaguchi
- 2010: Nominierung in der Kategorie Reality Competition Show für Dancing with the Stars
- 2012: Nominierung in der Kategorie Choice TV: Female Personality für Carrie Ann Inaba
- 2012: Nominierung in der Kategorie Choice TV: Male Reality Star für William Levy
- 2013: Nominierung in der Kategorie Choice TV: Female Personality für Carrie Ann Inaba

Critics’ Choice Television Awards
- 2011: Nominierung in der Kategorie Beste Realityshow – Wettbewerb für Dancing with the Stars
- 2011: Nominierung in der Kategorie Bester Moderator einer Realityshow für Tom Bergeron
- 2012: Auszeichnung in der Kategorie Bester Moderator einer Realityshow für Tom Bergeron
- 2013: Auszeichnung in der Kategorie Bester Moderator einer Realityshow für Tom Bergeron